# 1937

## Події
- 6 травня — Загорівся та розбився німецький трансатлантичний цепелін-велетень «Гінденбург» (LZ-139). Загинуло 13 пасажирів та 21 осіб обслуги. Цепелін мав розмір понад 240 метрів завдовжки та важив 242 тони.
- 22 жовтня — заарештований митрополит Київський і всієї України Василь Липківський.

## Наука
- Нейлон (DuPont).
- Надплинність (Капиця).

## Народились
Дивись також Категорія:Народились 1937
- 2 січня — Віктор Ільченко, артист естради
- 30 січня — Ванесса Редгрейв, англійська акторка
- 30 січня — Борис Спаський, російський шахіст
- 31 січня — Регімантас Адомайтіс, литовський актор
- 9 лютого — Гільдегард Беренс, німецька оперна співачка, одна з найкращих вагнерівських сопрано
- 13 лютого — Зигмунд Єн, перший і єдиний космонавт НДР
- 27 лютого — Аслан Усоян, відомий російський злодій у законі.
- 1 березня — Євген Дога, молдовський композитор
- 6 березня — Валентина Володимирівна Терешкова, російська космонавтка
- 12 березня — Зураб Соткілава, грузинський і російський співак.
- 15 березня — Валентин Распутін, російський письменник.
- 30 березня — Воррен Бітті, американський актор.
- 5 квітня — Колін Пауелл, американський генерал.
- 10 квітня — Микола Андрійович Касьян, лікар-остеопат, академік НАНУ, заслужений лікар України
- 10 квітня — Белла Ахмадуліна, російська поетеса.
- 12 квітня — Ігор Петрович Волк, 58-й радянський космонавт
- 18 квітня — Світлана Немоляєва, російська акторка.
- 22 квітня — Джек Ніколсон, американський актор, продюсер.
- 27 квітня — Сенді Денніс, американська акторка.
- 28 квітня — Саддам Хуссейн, іракський політичний діяч, президент Іраку (з 1979 р.).
- 3 травня —Федірко Ніна Іванівна — народна майстриня-вишивальниця
- 13 травня — Роджер Желязни, американський письменник-фантаст.
- 15 травня — Мадлен Олбрайт, держсекретар США.
- 21 травня — Джон Ферфакс, британський веслувальник і мандрівник, який у 1969 першим здійснив перехід на веслах через Атлантичний океан
- 27 травня — Андрій Бітов, російський письменник.
- 30 травня — Олександр Дем'яненко, російський кіноактор.
- 1 червня — Морган Фрімен, актор.
- 16 червня — Симеон II, останній болгарський цар (1943–1946).
- 23 червня — Марті Ахтісаарі, президент Фінляндії (1994–2000), дипломат, лауреат Нобелівської премії миру 2008 року
- 25 червня — Альберт Філозов, російський актор.
- 3 липня — Том Стоппард, британський драматург.
- 14 липня — Морі Йосіро, прем'єр-міністр Японії (з 2000 р.).
- 16 липня — Ада Роговцева, українська акторка театру та кіно.
- 21 липня — Едуард Анатолійович Стрельцов, радянський футболіст.
- 28 липня — Віктор Мережко, кіносценарист.
- 31 липня — Едіта П'єха, російська естрадна співачка.
- 6 серпня — Чарлі Гейден, американський джазовий контрабасист і композитор
- 8 серпня — Гоффман Дастін, американський кіноактор українського походження, володар двох «Оскарів».
- 10 серпня — Андрій Біба, український футболіст.
- 10 серпня — Анатолій Собчак, російський політик, мер Санкт-Петербурга.
- 18 серпня — Роберт Редфорд, американський актор, режисер.
- 20 серпня — Андрій Михалков-Кончаловський, російський кінорежисер.
- 26 серпня — Геннадій Янаєв, віце-президент СРСР (1990–1991), керівник антиконституційного путчу ДКНС (1991)
- 30 серпня — Брюс Макларен, англійський автогонщик «Формули-1».
- 4 вересня — Дон Фрезер, австралійська плавчиня.
- 8 вересня — Вірна Лізі, італійська кіноакторка.
- 11 вересня — Йосиф Давидович Кобзон, російський естрадний співак.
- 12 вересня — Володимир Мулява, генерал, політик, гетьман українського козацтва.
- 11 жовтня — Боббі Чарльтон, англійський футболіст.
- 30 жовтня — Клод Лелюш, французький кінорежисер.
- 3 листопада — Моніка Вітті, італійська кіноакторка.
- 30 листопада — Рідлі Скотт, англійський кінорежисер.
- 2 грудня — Осадчук Петро Ількович, український поет, громадський діяч
- 21 грудня — Джейн Фонда, американська акторка.
- 22 грудня — Едуард Успенський, російський письменник.
- 24 грудня — Чорновіл В'ячеслав Максимович, український публіцист, громадсько-політичний діяч, політв'язень, дисидент, голова Народного Руху України.
- 31 грудня — Ентоні Гопкінс, валлійський актор.

## Померли
Дивись також Категорія:Померли 1937
- 29 серпня — Любченко Панас Петрович, голова уряду УРСР покінчив життя самогубством.
- 13 вересня — Вислоух Болеслав (народився у 1855 році) — польський громадський і політичний діяч, публіцист, видавець. Помер у Львові.
- 19 жовтня — Ернест Резерфорд, британський фізик, лауреат Нобелівської премії з хімії (1908)
- 3 листопада — Зеров Микола Костянтинович, український літературознавець, критик, полеміст, перекладач.
- 3 листопада — Марко Вороний, український поет з когорти розстріляного відродження
- 27 листопада — Василь (Липківський), митрополит, був розстріляний у Києві.
- 30 листопада — розстріляний український астрофізик Борис Петрович Герасимович
- 30 грудня — розстріляний український зоолог Богдан Волянський

## Нобелівська премія
- з фізики: Клінтон Джозеф Девіссон та Джордж Томсон — «За експериментальне відкриття дифракції електронів в кристалах».
- з хімії: Волтер Норман Говорт — «За дослідження вуглеводів і вітаміну С»; Пауль Каррер — «За дослідження каротиноїдів і флавінов, а також за вивчення вітамінів А і В2»
- з медицини та фізіології: Альберт Сент-Дйорді — «за відкриття у галузі процесів біологічного окиснення, пов'язаних зокрема з вивченням вітаміну С і каталізу фумарової кислоти»
- з літератури: Роже Мартен дю Ґар
- премія миру: Роберт Сесіл — «В ознаменування заслуг перед Лігою Націй»